# Emilia Tennyson
Emilia Tennyson (1811-1887), connue simplement sous le nom d'Emily au sein de sa famille, est une sœur cadette d'Alfred, Lord Tennyson, et la fiancée d'Arthur Hallam, pour qui le poème de Tennyson, In Memoriam AHH, est écrit. Emilia rencontre Hallam par le biais de son frère, et ils se sont fiancés en 1832 